# Cascade Cartridge Inc.
A Cascade Cartridge Inc. (CCI), com sede em Lewiston, Idaho, fabrica munição para armas de fogo e também espoletas. A CCI produziu a primeira munição " mini-mag rimfire" em 1963 e, em 1975, desenvolveu o "Stinger", um cartucho .22 Long Rifle de alta velocidade. Hoje em dia, a CCI produz uma ampla variedade de munições de fogo circular e "snake shot".